# Henry Appenzeller

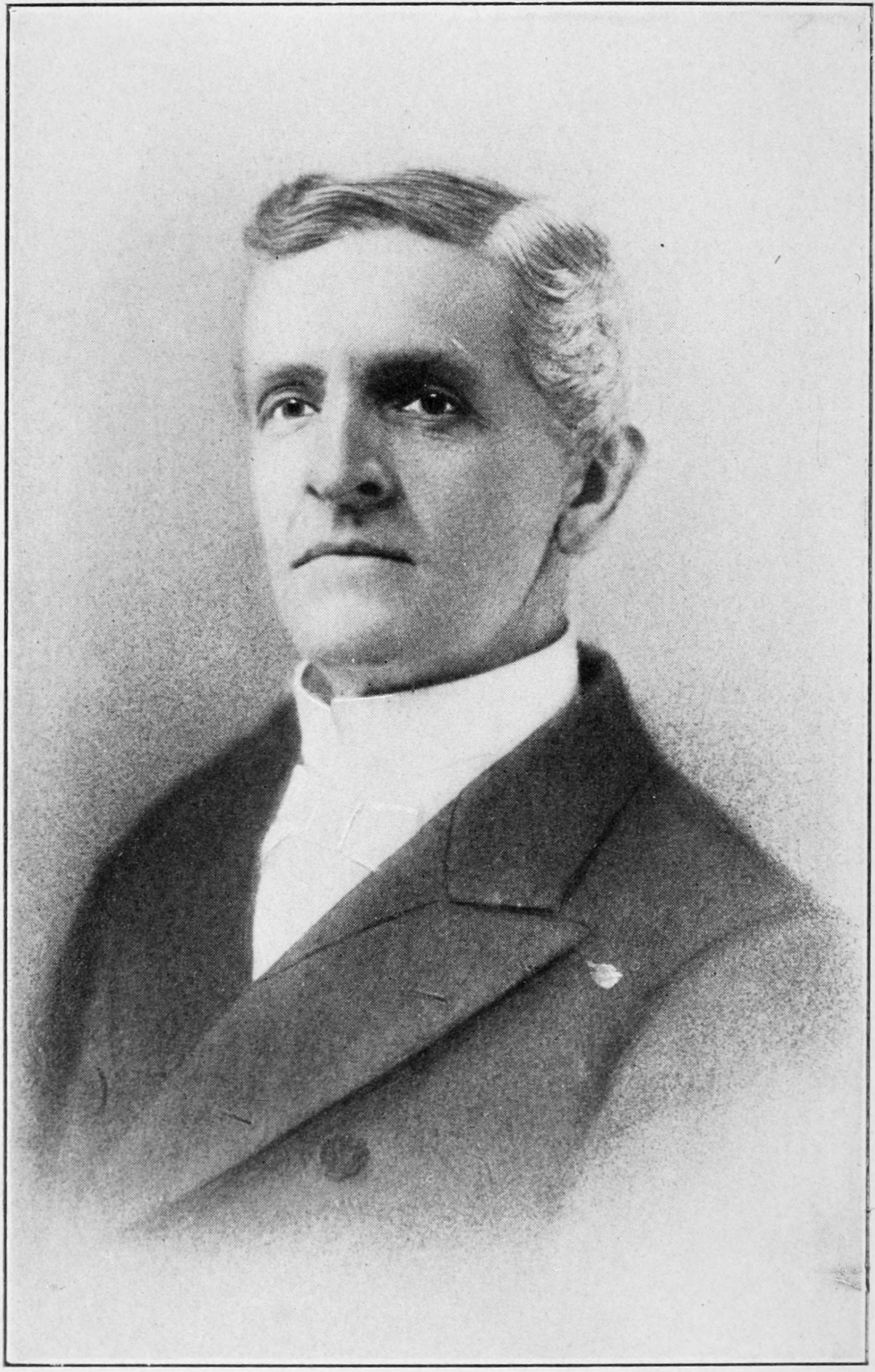
Henry Appenzeller

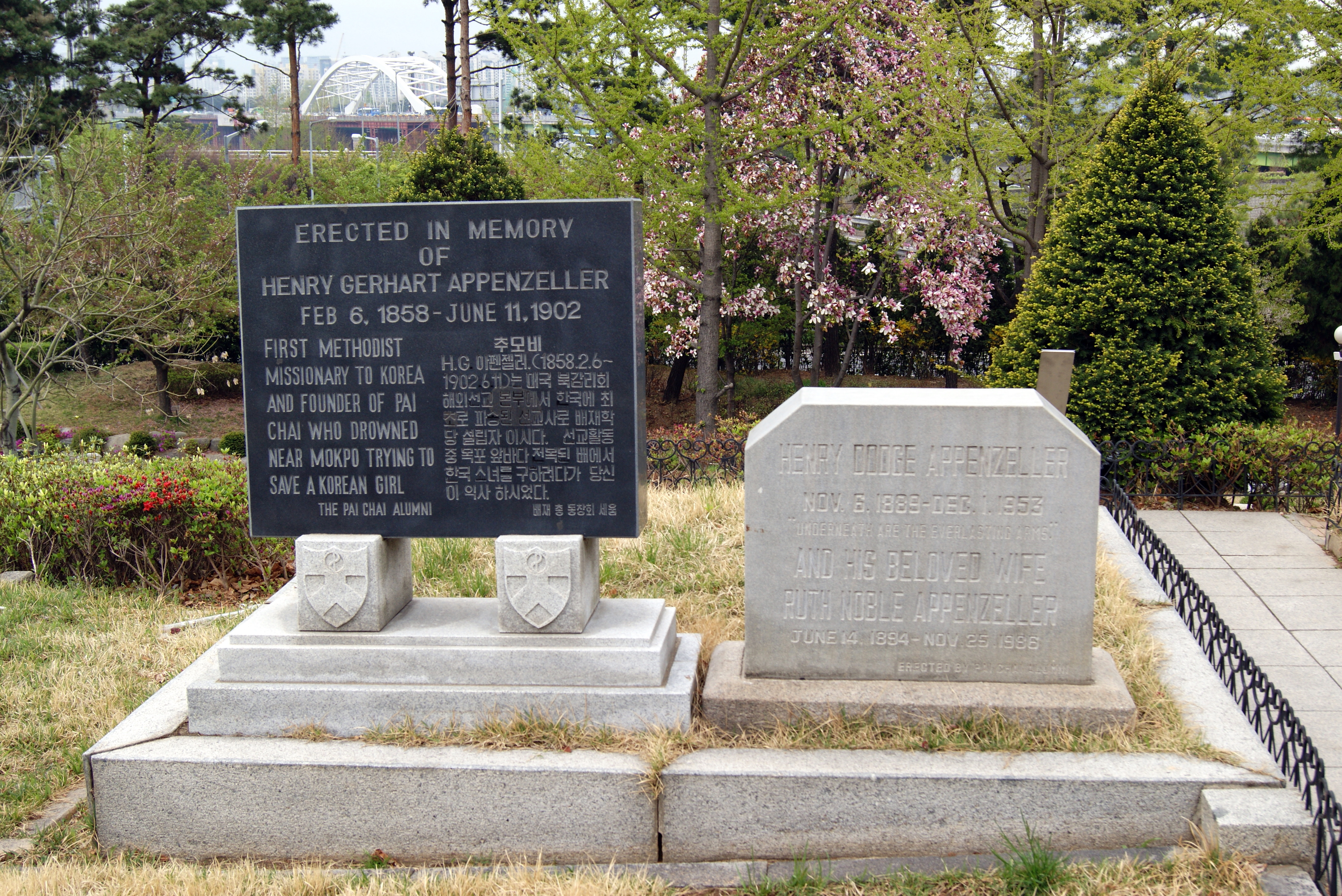
Graf

Henry Gerhard Appenzeller (Souderton (Pennsylvania), 6 februari 1858 - 11 juni 1902) was een Amerikaanse predikant en zendeling. Hij introduceerde in 1885 samen met Horace Newton Allen het protestantisme in Korea.
Appenzeller werd in 1858 geboren in een gezin met een methodistische achtergrond. Hij studeerde in 1882 af van het Franklin and Marshall College, en vervolgde zijn studie aan Drew Theological Seminary. Hij werd in 1885 vanuit San Francisco uitgezonden als zendeling voor Korea.
Op 5 april 1885 arriveerde Appenzeller in Korea. Hij startte een Methodistenkerk, en trok door het hele land om het evangelie van Jezus Christus te verkondigen. Hij richtte de eerste school volgens westerse maatstaven op. Daaruit is later de Paichai University voortgekomen. Hij was ook betrokken bij de vertaling van de Bijbel in het Koreaans.
In 1902 verdronk hij toen hij op reis was naar de havenstad Mokpo voor een ontmoeting rond de Bijbelvertaling. Appenzeller ligt begraven op het Yanhwajin Foreigners' Cemetery. Op het kerkhof liggen ook zo’n veertig andere missionarissen.
Vandaag de dag telt de Koreaanse Methodistische Kerk meer dan vijfduizend kerken met gezamenlijk bijna anderhalf miljoen gelovige christenen. De methodisten hebben zes eigen universiteiten, zes eigen theologische instellingen en 54 middelbare en basisscholen. 